# Foot-Ball Club Saronno 1910
L'Associazione Sportiva Dilettantistica Foot-Ball Club Saronno 1910, meglio nota come F.B.C. Saronno o Saronno, è una società calcistica italiana con sede nella città di Saronno.
Milita in Eccellenza, quinta divisione del campionato italiano.
Costituita nel 2015, si propone quale continuatrice de facto della tradizione sportiva iniziata nel 1910 con la nascita del Circolo Sportivo Saronnese (poi Saronno Foot-Ball Club) e successivamente transitata attraverso vari soggetti societari, ultimo dei quali l'Associazione Sportiva Saronno F.B.C. 1910, trasferitosi a Gallarate nel 2010.
Dal punto di vista storico il Saronno vanta quale maggior successo tre partecipazioni alla Prima Categoria (all'epoca massima serie del calcio italiano) tra il 1919 e il 1922, senza tuttavia aver mai superato i gironi di qualificazione regionali; non è invece mai riuscito a prendere parte alla Serie A o alla Serie B a girone unico. Dal secondo dopoguerra ha militato stabilmente tra la terza serie e le categorie dilettantistiche.

## Storia

### Dagli albori agli anni 1980
Il club venne fondato il 15 marzo 1910 con la denominazione Circolo Sportivo Saronnese; primo presidente fu Gaetano Gianetti, imprenditore saronnese impegnato nel commercio dell'acciaio, che acquistò in Inghilterra (probabilmente nella città di Sheffield) le prime maglie da gioco biancocelesti, unitamente a scarpette e palloni.
I giocatori erano inizialmente perlopiù studenti del locale Collegio Arcivescovile Castelli, unitamente a lavoratori che si dedicavano alla pratica sportiva nel tempo libero: le prime attività del club consistettero nella disputa di partite amichevoli contro altre squadre provenienti dalle città limitrofe di Busto Arsizio, Legnano, Monza, Gallarate, Varese, Como e Milano.
Dopo circa un paio d'anni di esistenza, il Circolo presentò domanda d'iscrizione ai campionati del Comitato Regionale Lombardo della FIGC, il quale pose come condizione all'ammissione del club la dotazione di un terreno casalingo recintato misurante almeno 90x50 m, che fu pertanto costruito di fronte alla locale scuola delle Orsoline, in via San Giuseppe.
A partire dal 1912, il club poté quindi disputare le sue prime competizioni ufficiali, debuttando nel campionato lombardo di Terza Categoria e riuscendo, nel giro di meno di dieci anni, ad accedere alla Prima Categoria nazionale (all'epoca massimo livello del calcio italiano). Tra i risultati di maggior rilievo del tempo si rammenta la vittoria casalinga per 3-2 sull'Internazionale di Milano, in una gara amichevole disputata il 15 aprile 1917 (cui tuttavia entrambe le formazioni presero parte schierando squadre fortemente rimaneggiate, essendo la maggior parte dei titolari ancora impegnata nel primo conflitto mondiale: il Saronno in particolare portò in campo soli giocatori minorenni). Frattanto, nel 1914, il nome della società era stato modificato in Saronno Foot-Ball Club (abbreviato Saronno F.B.C.).
Nelle tre stagioni di militanza in Prima Categoria (1919-1920, 1920-1921 e 1921-1922) il Saronno mostrò un buon livello agonistico a cospetto dei blasonati avversari. Nel 1921, per la prima e unica volta nella storia, un tesserato biancoceleste, Attilio Marcora, venne convocato in Nazionale italiana per un'amichevole contro la Svizzera.
Nel 1923, a seguito della riforma dei campionati nazionali voluta dalla FIGC, il Saronno venne assegnato alla Seconda Divisione della Lega Nord, ove militò fino alla stagione 1927-1928, allorché vinse il proprio girone e accedette alla Prima Divisione (diventata nel frattempo campionato nazionale); i biancocelesti vi militarono fino al 1935, sfiorando altresì la promozione in Serie B nel 1931-1932 (rinunciando tuttavia a concorrere alle finali). Sempre nel 1931 i biancocelesti iniziarono ad adottare come campo casalingo il neo-costruito stadio del Littorio (poi rinominato Colombo-Gianetti nel secondo dopoguerra).
Nel 1935 la società, retrocessa sul campo alla fine della stagione 1934-1935 (peraltro analogamente a tutte le squadre piazzatesi al di sotto del 6º posto, pochissime delle quali furono poi ammesse alla nuova Serie C), probabilmente per difficoltà non solamente di natura finanziaria (i costi a cui sarebbe andata incontro erano inferiori a quelli dell'anno precedente), rinunciò finanche ad iscriversi al nuovo campionato regionale di Prima Divisione, interrompendo così le proprie attività: ciò comportò la radiazione dalla FIGC. Nel 1939 un altro sodalizio cittadino, i Giovani Calciatori Saronnesi, si affiliò alla federazione e si iscrisse ai campionati, reimpiegando alcuni ex-giocatori del F.B.C. rimasti svincolati.
Il club rinacque nel 1940 col nome di Società Calcistica Saronno, riaffiliandosi alla FIGC ed iscrivendosi al livello più basso dei campionati regionali lombardi; nel 1942 raggiunse la Serie C, salvo poi sciogliersi nuovamente nel 1943. Nella stagione 1943-1944 un'altra squadra della città, l'Unione Sportiva Velox Gerenzano (a quel tempo frazione di Saronno) rilevò buona parte della rosa della S.C. Saronno e si iscrisse ai tornei lombardi per le due stagioni successive.
Nuovamente rifondato nel 1945 e riaffiliato alla FIGC col suo vecchio nome, il F.B.C. Saronno venne iscritto alla Serie C dell'Alta Italia: per diverse stagioni di seguito la compagine militò tra la terza, la quarta e la quinta serie nazionale, nelle loro varie denominazioni. Tra le stagioni più positive si menziona il 1960-1961, in cui i biancocelesti del presidente U. Beretta chiusero al terzo posto il girone A di Serie C, sfiorando la promozione nel campionato cadetto.
Retrocesso in Serie D al termine della stagione 1963-1964, il Saronno rientra tra i professionisti solo al termine della stagione 1988-1989. In questi anni le maggiori soddisfazioni giunsero dal settore giovanile: nel 1983 la selezione under-19 bianco-celeste vinse il titolo italiano di categoria, mentre nel 1989 analogo risultato venne conseguito nella categoria under-18.

### Dagli anni 1990 al terzo millennio
Nel 1992 il Saronno passò nelle mani dell'imprenditore Enrico Preziosi, che rinforzò la squadra (all'epoca militante nel CND, massimo livello dilettantistico) e la condusse a un doppio secondo posto nel proprio girone, nelle stagioni 1992-1993 e 1993-1994. Nel 1994 i biancocelesti furono ripescati nella Serie C2 1994-1995: al debutto in quarta serie, il Saronno centrò i play-off promozione del girone A e li vinse, sconfiggendo in finale il Lumezzane per 2-3 e conseguendo così la promozione in Serie C1.
I biancocelesti chiusero la prima stagione in terza serie al 13º posto nel girone A, ottenendo la salvezza; nel campionato successivo, anche complice la presenza in rosa di giocatori del calibro di Antonino Asta e Tommaso Rocchi, il Saronno si impose tra le squadre di vertice del girone A, chiudendo al quarto posto la stagione regolare e qualificandosi in tal modo ai play-off per l'ammissione in Serie B.
Tuttavia sul finire della stagione il patròn Preziosi decise di mettere in vendita il club biancoceleste, puntando apertamente ad acquistare il Como. L'ufficialità della notizia, arrivata dopo il successo casalingo per 1-0 conseguito all'andata della semifinale play-off contro il Carpi, scoraggiò i giocatori saronnesi, che persero la partita di ritorno per 3-0, venendo estromessi dalla corsa alla serie cadetta. La stagione successiva vide il F.B.C. conseguire nuovamente la salvezza nel campionato di Serie C1, sotto la gestione dell'amministratore delegato Federico Ferrarini.
Al termine dell'annata 1997-1998 il club venne acquisito da Antonio Intini. Il campionato successivo non fu fortunato: il Saronno chiuse nelle retrovie, trovandosi a disputare i play-out contro il Siena: il confronto si risolse in un doppio 0-0, che salvò i toscani in virtù della miglior posizione nella stagione regolare. Nella stagione 1999-2000 il Saronno partecipò quindi al campionato di C2, da cui venne poi estromesso per inadempienze finanziarie, che portarono infine alla dichiarazione di fallimento del club.
Nel 2001 venne fondato un nuovo club denominato Associazione Calcio Saronno, che prese parte al locale campionato di Terza Categoria e poi si sciolse nel giro di un anno. Nel 2002 lo stadio Colombo-Gianetti di Saronno fu usato come terreno casalingo dal Real Cesate Saronno (sodalizio nato usufruendo del titolo sportivo del Real Cesate, dunque non correlato al F.B.C.), che vinse i play-off nazionali di Eccellenza, ottenendo il pass per la Serie D. Nel 2003, sotto la guida di Giancarlo Ferrario, il club venne rifondato col nome di Associazione Sportiva Nuovo Saronno F.B.C., rilevando dal Manera Calcio il diritto a partecipare al campionato lombardo di Promozione.
Dopo un primo anno interlocutorio, nel 2005 il "nuovo F.B.C." vinse il campionato di Promozione e approdò in Eccellenza; in tale circostanza mutò nome in Associazione Sportiva Saronno F.B.C. 1910. Sempre nel 2005 il Comune di Saronno acquisì - con delibera della Giunta Comunale n. 24 del 25 gennaio 2005 - i diritti d'uso dello storico nome Saronno Foot-Ball Club, che conserva a tutto il 2015 e non ha mai ceduto ai sodalizi che successivamente hanno ri-utilizzato la denominazione di Saronno.
Nel 2006 il club concluse al 3º posto il campionato di Eccellenza, qualificandosi ai play-off regionali: dopo aver vinto la semifinale contro il Verbano (1-0 andata; 2-0 ritorno), perse per 1 a 0 la finale nazionale valida per la Serie D nella partita - giocata sul campo neutro di Corbetta - contro il Corsico. Nel 2007 il Saronno concluse al secondo posto il proprio girone di Eccellenza, ottenendo nuovamente il pass per i play-off promozione, che tuttavia perse per 1-0 contro il F.C. Brembio. Nel 2008 i biancocelesti conclusero al quarto posto il proprio girone di Eccellenza, per poi uscire dai play-off a seguito della sconfitta per 1-0 patita contro il Cantù San Paolo. Meno fortunata fu l'annata successiva: nel 2009 il Saronno concluse infatti al dodicesimo posto il campionato di Eccellenza, evitando matematicamente i play-out solo alla penultima giornata della stagione regolare.

### 2010-2015: cessione del titolo sportivo e inattività
Nel 2010 il club fu rilevato da Giampiero Colombelli, che riuscì a condurre la squadra al primo posto nel proprio girone di Eccellenza, con la conseguente promozione alla Serie D. Tuttavia durante l'estate successiva il titolo acquisito sul campo venne venduto alla nuova Gallaratese, che così partecipò al campionato di Serie D al posto dell'Associazione Sportiva Saronno F.B.C. 1910, la quale interruppe l'attività e scomparve dai campionati di calcio nazionali.
Nell'estate del 2013 fu intrapreso un tentativo di rifondazione del club, capeggiato dal regista Luciano Silighini, che insieme a Luigi De Micheli (indicato come presidente), Giuseppe Anselmo ed altri soci costituì una società denominata FBCS 1910, con l'obiettivo di ottenere dal comune la concessione d'uso del nome storico Saronno Foot-Ball Club ed iscriversi al campionato di Promozione Lombardia 2013-2014. Le trattative con l'amministrazione comunale di Saronno (capeggiata dal sindaco Luciano Porro) per la concessione della denominazione e dell'usufrutto dello stadio Colombo-Gianetti non ebbero tuttavia esito positivo, sfociando infine in uno scambio d'accuse tra le parti che precluse la possibilità di giungere ad un accordo.

### La rifondazione del 2015
Il nome del Saronno riapparve solo cinque anni dopo, nel 2015, allorché un'altra squadra cittadina militante in Terza Categoria, l'Associazione Sportiva Dilettantistica Matteotti Saronno, rilevò il titolo sportivo della disciolta SolbiaSommese (valido per partecipare al campionato di Eccellenza Lombardia) e cambiò denominazione in Associazione Sportiva Dilettantistica Foot-Ball Club Saronno 1910 (abbreviato A.S.D. F.B.C. Saronno 1910), intendendo così porsi de facto in continuità con la storia biancoceleste. Presidente del "nuovo" Saronno divenne Antonio Pilato, coadiuvato dal direttore generale Giancarlo Balzaretti: come allenatore della prima squadra fu scelto Luca Petrone, reduce da una stagione nel settore giovanile della Caronnese. Non avendo ottenuto dal comune di Saronno il permesso di giocare le gare casalinghe al vecchio stadio cittadino, il club decise di adottare allo scopo lo stadio comunale di Cesate (MI).
La presentazione della nuova società avvenne nel centro della città il 23 luglio: nell'occasione furono svelate le maglie da gioco e vennero resi noti i primi giocatori sotto contratto (tra i quali spiccava il nome dell'attaccante Michele Scavo, già in biancoceleste nella stagione 2009-2010, che assunse la fascia di capitano). Il 9 agosto successivo la squadra si radunò presso il centro sportivo di via Sampietro per il primo allenamento comune.
Il "nuovo Saronno" venne inserito nel girone A del campionato di Eccellenza Lombardia, insieme ad altre tre illustri squadre dal passato professionistico (il Legnano, il Varese e la Pro Vigevano Suardese, autoproclamatasi erede della tradizione sportiva del Vigevano), partecipando al contempo alla fase regionale della Coppa Italia Dilettanti.
Dato lo scarso lasso di tempo intercorso tra costituzione societaria, iscrizione alle competizioni e debutto agonistico, la rosa venne assemblata in tempi ristretti, pagando pertanto una scarsa preparazione pre-stagionale e carenze in alcuni reparti. Ciò causò un iniziale deficit di competitività, tradottosi nell'immediata eliminazione dalla Coppa Italia Dilettanti (perdendo entrambe le partite del proprio girone) e in un debutto negativo in campionato (sette sconfitte e molti goal subìti nelle prime dieci giornate). Non riuscendo a migliorare il rendimento della squadra, attestata al quart'ultimo posto in classifica, il 9 novembre 2015 il tecnico Petrone rassegnò le dimissioni e venne sostituito da Gianluca Antonelli, che nell'annata precedente aveva guidato la Primavera del Varese.
Il cambio di guida tecnica e alcuni nuovi innesti in rosa (in special modo l'attaccante ex professionista Marco Moro) sortirono l'effetto di migliorare il rendimento dei biancocelesti, che disputarono un girone di ritorno d'alto livello, si allontanarono dal fondo della classifica e riuscirono infine a salvarsi con una giornata d'anticipo sulla fine della stagione regolare, grazie alla vittoria interna per 2-0 sull'Union Villa Cassano ottenuta il 17 aprile 2016.
La stagione 2016-2017 si rivela analogamente difficile: presentatosi al via del girone A di Eccellenza Lombardia con i favori del pronostico, il Saronno inizia il campionato con cinque risultati utili consecutivi, proponendosi come squadra di vertice. Nelle partite successive i biancocelesti incappano tuttavia in numerose sconfitte, perdendo terreno in classifica; a complicare il tutto intervengono la partenza dell'attaccante Davide Pizzini e i problemi di salute del presidente Antonio Pilato, costretto a defilarsi momentaneamente tra ottobre 2016 e gennaio 2017. Al culmine della crisi, tra marzo e aprile 2017 il Saronno sprofonda in zona play-out, riuscendo ad uscirne e infine a salvarsi direttamente solo all'ultima giornata della stagione regolare.
Nell'estate 2017 sia il tecnico Antonelli che il ds Balzaretti rassegnano le dimissioni dalle rispettive cariche: gli subentrano rispettivamente Andrea Mazza (già tecnico delle giovanili biancocelesti nella stagione 1999-2000, reduce dall'esperienza sulla panchina del Brera) e Roberto Corda (l'anno precedente all'Accademia Vittuone). La gestione Mazza dura sole quattro giornate, risoltesi in una vittoria, due sconfitte e infine un pareggio per 4-4 contro l'Accademia Gaggiano (ove i biancocelesti chiudono il primo tempo in vantaggio per 4-1, per poi subire la rimonta degli avversari nella ripresa): dopo che alla quinta giornata la squadra era stata affidata ad interim al preparatore atletico Alessandro Artemi, il 9 ottobre viene ingaggiato l'allenatore Claudio Pilia, reduce dall'esperienza al Fenegrò (sempre in Eccellenza lombarda) e già a Saronno nell'annata 2004-2005 come vice di Attilio Papis. L'avvicendamento tuttavia si rivela infruttuoso: nelle otto giornate successive i biancocelesti raccolgono solo altri 4 punti (a seguito di altrettanti pareggi); il 29 novembre anche Pilia viene sollevato dall'incarico e sostituito da Antonio Aiello (reduce da una breve esperienza all'Avezzano). Già il 6 febbraio 2018 tuttavia la società (con la squadra sempre a fondo classifica) torna sui suoi passi e richiama Pilia, il quale però si dimette a fine mese dopo aver perso per 0-6 contro l'Union Villa Cassano, lamentando l'impossibilità di lavorare al meglio a fronte delle numerose defezioni di giocatori tesserati (sostituiti con elementi delle giovanili) e di una società che, come ammesso dallo stesso presidente Pilato, si trova priva di sostenitori e in difficoltà economiche crescenti. Nei mesi successivi la situazione seguita a peggiorare: mentre da un lato si intavolano trattative per tentare di cedere la società, la squadra (priva di chiara guida tecnico-manageriale e con risorse umane e materiali sempre più ridotte) inanella varie sconfitte con molti goal di scarto e infine retrocede matematicamente in Promozione già il 6 aprile, perdendo per 2-1 contro l'Accademia Pavese di Sant'Alessio con Vialone.
Nel post-stagione, dopo la mancata concretizzazione della cessione societaria a nuovi investitori, il Saronno resta nelle mani di Pilato, che riesce a riorganizzare l'assetto societario con l'ingresso di nuovi soci. Nel prestagione la squadra è affidata ad Antonio Cernivivo, che viene però esonerato dopo i primi turni di Coppa Italia regionale: alla prima giornata di campionato in panchina siede Stefano Imburgia, promosso dalle giovanili. La stabilità però si rivela effimera: trovatosi di nuovo a corto di risorse, il club biancoceleste perde i propri giocatori di maggior livello e finisce per retrocedere in Prima Categoria. 
Nel mentre il comune di Saronno riesce a portare a termine la ristrutturazione dello stadio Colombo-Gianetti, dando modo alla squadra di tornare a giocarci le gare interne.
Nell'estate 2019 la società passa di mano: Pilato cede infatti il Saronno a una cordata di soggetti, alcuni dei quali precedentemente legati all'Ardor Lazzate. La presidenza va a Simone Sartori, coadiuvato dal vicepresidente Paolo Galli, dal consigliere Marco Marzorati e dal direttore sportivo Simone Morandi. La stagione (interrotta anzitempo dallo scoppio della pandemia di COVID-19) vede i biancocelesti attestarsi al vertice del proprio girone, ma senza mai impensierire appieno la capolista Lentatese: a fine campionato arriva dunque la piazza d'onore.
Anche l'anno seguente la pandemia comporta la conclusione anticipata della stagione; nell'estate 2021 la società riesce tuttavia a tornare in Promozione grazie alla fusione per incorporazione dell'ASD Gorla Maggiore. Al contempo viene intrapresa una convergenza con lo Sporting Cesate, che cambia denominazione in SC United e avvia una gestione comune dei settori giovanili. Nell'annata 2021-2022 la prima squadra biancoceleste chiude in quarta posizione il proprio girone, senza riuscire a lottare concretamente per la vetta. L'anno seguente la società si riorganizza con il nuovo presidente Francesco Paolo Gravina (poi sostituito da Giuseppe Giglio) e con l'innesto del direttore generale Marco Proserpio e del direttore sportivo Fabio Viganò. Dopo un inizio altalenante, il Saronno (guidato in panchina da Danilo Tricarico) riesce invece a proporsi come squadra di vertice e alla 14ª giornata si issa in testa alla classifica del gruppo A di Promozione lombarda, distaccando progressivamente le dirette avversarie BaSe 96 e Meda, fino ad assicurarsi la vittoria del campionato e il ritorno dopo 5 anni in Eccellenza.

## Cronistoria
Annotazioni
1. ↑  La competizione venne interrotta nei sedicesimi di finale per mancanza di date disponibili per le partite.

## Colori e simboli

### Colori

La bandiera comunale saronnese, adottata nel 2003: i colori bianco-azzurri (da cui il celeste) sono propri dell'araldica cittadina fin dal XVI secolo.

I colori storici del F.B.C. Saronno sono il bianco e il celeste, che nella divisa casalinga appaiono usualmente disposti a strisce verticali di eguale larghezza. La scelta di tale livrea si deve al primo presidente della società, Gaetano Gianetti, che durante un viaggio d'affari a Sheffield riuscì ad acquistare un lotto di casacche bianco-celesti (tinte sociali condivise anche dal club cittadino Sheffield Wednesday) a buon mercato.
Bianco e celeste sono comunque due colori fortemente legati alla simbologia saronnese: connotano infatti lo stemma comunale in uso dal XVI secolo fino al 1932 e la bandiera municipale adottata nel 2003.
Le maglie secondarie (esterna e, qualora prevista, terza) si presentano invece generalmente in tinta unita: tra i colori più ricorrenti si annoverano il rosso, il bianco e l'azzurro.

### Simboli ufficiali

#### Stemma
Lo stemma adottato nel 2015 - selezionato a seguito di un sondaggio condotto online dalla società - è costituito da un'ogiva a strisce verticali biancocelesti, riportante nella parte superiore la sigla FBC, al centro la dicitura Saronno 1910 e al di sotto una riproduzione dello stemma cittadino.
L'emblema storico del club, adottato a più riprese fino al 2010, presentava anch'esso una forma ad ogiva, con al centro un cerchio azzurro contenente la scritta Saronno, sormontata dal torrione mutuato dallo stemma cittadino; al di sotto appariva invece il monogramma FBC e l'anno di fondazione del club (1910).

Stemma Nuovo Saronno FBC, in uso dal 2003 al 2005.
Stemma della società adottato a più riprese fino al 2010.
Stemma speciale adottato nel 2010, in occasione del centenario di fondazione.
Stemma adottato nel 2015.

#### Inno
L'inno ufficiale del Saronno è Saronno, composto da Dario Baldan Bembo.

## Strutture

### Stadio
Dopo aver usufruito di vari terreni da gioco (ubicati in diverse zone della città) nel primo ventennio di esistenza, dal 1931 al 2010 il Saronno ha disputato le partite casalinghe presso lo stadio Emilio Colombo-Gaetano Gianetti, impianto polisportivo capace di ospitare sugli spalti circa 4 000 spettatori. Tale impianto tuttavia, all'avvento del Terzo millennio, versa in condizioni di precarietà e degrado tali da limitarne la capienza a soli 99 posti.
L'impianto, originariamente battezzato Stadio del Littorio, dopo la caduta del fascismo venne dedicato al giornalista Emilio Colombo (direttore de La Gazzetta dello Sport e del Guerin Sportivo) e successivamente anche al fondatore del club biancoceleste, Gaetano Gianetti.
Nel 2015, a seguito della ricostituzione del club biancoceleste, la dirigenza chiese di poter usufruire del Colombo-Gianetti come terreno interno; il Comune di Saronno tuttavia rifiutò la richiesta, giudicando l'impianto inadeguato (in virtù della fatiscenza di cui sopra) agli standard del campionato di Eccellenza Lombardia 2015-2016, cui il F.B.C. si era iscritto, e prorogando la concessione dell'impianto alla Robur Saronno (club militante in categorie minori, che vi gioca le gare interne dal 2010). I biancazzurri scelsero poi come campo casalingo lo stadio comunale del limitrofo comune di Cesate (MI), capace di accogliere circa 1 000 spettatori in una singola tribuna parzialmente coperta (disposta sul lato ovest del campo).
Dal 2018, una volta completata la ristrutturazione, il Saronno torna a giocare le gare interne al Colombo-Gianetti.

### Centro di allenamento
Dalla stagione 2015-2016 le selezioni societarie del Saronno svolgono la preparazione presso il locale Centro Sportivo Matteotti di via Sampietro, ove fino all'anno precedente aveva sede l'A.S.D. Matteotti, club antesignano della rifondazione della squadra biancoceleste. Il centro costituisce inoltre il terreno delle gare interne delle squadre giovanili.
Dal 2018 è in gestione al club anche il concittadino Centro Sportivo Prealpi di via Sabotino.
Entrambe le strutture sono di proprietà municipale.

## Società

### Organigramma societario
Aggiornato all'11 febbraio 2020:
- Simone Sartori - presidente
- Paolo Galli - vicepresidente
- Marco Marzorati - consigliere con delega al marketing
- Simone Morandi - direttore sportivo
- Ottavio Vellone - direttore sportivo giovanili "SC United"
- Rosalba Terranova - segreteria giovanili
- Giuseppe Giglio - team manager
- Matteo Romanò - addetto stampa
- Carlo Mantegazza - responsabile strutture

### Sponsor
Di seguito la cronologia dei fornitori tecnici del Saronno.
| Cronologia degli sponsor tecnici - fino al 1991 ... - 1991-1995 Umbro - 1995-1996 Asics - 1996-1997 ... - 1997-1998 Garman - 1998-2002 ... - 2002-2003 Hawk - 2003-2009 ... - 2009-2010 Erreà - 2010-2015 nessuno (club inattivo) - 2015-2018 Primato - 2018-2019 Adidas - 2019-2021 Mizuno - 2021-2022 Primato - 2022- Givova |

### Settore giovanile
Per la stagione 2019-2020 il settore giovanile del Saronno è composto da dieci formazioni, così ripartite:
- 1 selezione Juniores
- 1 selezione Allievi
- 2 selezioni Giovanissimi
- 3 selezioni Esordienti
- 3 selezioni Pulcini

Ad esse si aggiunge la squadra Primi Calci, deputata alla gestione delle attività di base ed avviamento alla pratica sportiva.
Campo casalingo e sede degli allenamenti del settore giovanile è il Centro Sportivo Matteotti di via Sampietro a Saronno.
Dal 2020 le giovanili del Saronno fanno parte della rete Soccer Academy, facente capo al Genoa.

## Allenatori e presidenti
Di seguito la cronologia di allenatori e presidenti del Saronno.
| Allenatori - 1910-1950 ... - 1927-1928 nessuno (squadra diretta da una commissione tecnica) - 1928-1931 ... - 1931-1932 Federico Dellavalle - 1932-1935 ... - 1935-1940 nessuno (club inattivo) - 1940-1943 ... - 1943-1945 nessuno (club inattivo) - 1945-1950 ... - 1950-1952 Felice Renoldi - 1952-1959 ... - 1959-1962 Giuseppe Lupi - 1962-1963 Enrico Boniforti Carlo Kaffenigg - 1963-1964 Gino Cortellezzi - 1964-1988 ... - 1988-1991 Antonio Sala - 1991-1992 ... - 1992-1994 Simone Boldini - 1994 Roberto Bacchin - 1994-1995 Giuseppe Savoldi - 1995-1996 Eugenio Bersellini - 1996-1997 Mario Beretta - 1997-1998 Giovanni Trainini - 1998-1999 Carlo Muraro - 1999-2004 ... - 2004-2005 Attilio Papis - 2005-2009 ... - 2009-2010 Paolo Bertani - 2010-2015 nessuno (club inattivo) - 2015-2016 Luca Petrone (1ª-10ª) Gianluca Antonelli (11ª-30ª) - 2016-2017 Gianluca Antonelli - 2017-2018 Andrea Mazza (1ª-4ª) Alessandro Artemi (5ª) Claudio Pilia (6ª-13ª) Antonio Aiello (14ª-30ª) - 2018-2019 Antonio Cernivivo (prestagione) Stefano Imburgia (campionato) - 2019-2021 Gianpaolo Chiodini - 2021-2022 Niccolò Taroni - 2022- Danilo Tricarico | Presidenti - 1910-1924 Gaetano Gianetti - 1924-1929 Angelo Marini - 1929-1933 Gianni Morganti - 1933-1937 Ugo Brebbia - 1938-1940 nessuno (club inattivo) - 1940-1943 Giovanni Legnani - 1943-1945 nessuno (club inattivo) - 1945-1947 Antonio Canti - 1947-1951 Guglielmo Landone - 1951-1952 Gino Colombo - 1952-1953 Gianni Bavera - 1953-1957 Giulio Volontè - 1957-1960 Umberto Beretta - 1960-1965 Edoardo Parma - 1965-1981 Giulio Volontè - 1981-1986 Giuseppe Zoni - 1986-1989 Giuseppe Poj - 1989-1991 Vincenzo Minutolo - 1991-1992 Paolo La Pietra, Valentino Crotti - 1992-1997 Enrico Preziosi - 1997-1998 Federico Ferrarini (AD facente funzioni) - 1998-1999 Antonio Intini - 1999-2000 Roberto Stefani - 2000-2003 nessuno (club inattivo) - 2003-2005 Giancarlo Ferrario - 2005-2009 Vito Tramacere - 2009-2010 Giampiero Colombelli - 2010-2015 nessuno (club inattivo) - 2015-2019 Antonio Pilato - 2019-2022 Simone Sartori - 2022-2023 Francesco Paolo Gravina - 2023- Giuseppe Giglio |

## Calciatori

### Capitani
- Nino Biffi (1910-1915)[65]
- .. (1915-2015)
- Michele Scavo (2015-2018)[66]
- .. (2018-2022)
- Giovanni Bello (2022-)

### Contributo alle Nazionali
L'unico calciatore del Saronno ad aver mai vestito la casacca di una rappresentativa nazionale fu Attilio Marcora, che il 6 novembre del 1921 fu convocato (per la prima e unica volta in carriera) nella nazionale maggiore italiana, disputando un'amichevole contro la Svizzera, poi terminata 1-1.

## Palmarès

### Competizioni interregionali
- Serie D: 1

1959-1960 (girone B)
- Campionato Interregionale: 1

1989-1990 (girone B)

### Competizioni regionali
- Prima Divisione: 1

1941-1942 (girone F)
- Eccellenza: 1

2009-2010 (girone A)
- Promozione: 3

1978-1979 (girone A), 2004-2005 (girone A), 2022-2023 (girone A)

### Altri piazzamenti
- Serie C:

Terzo posto: 1960-1961 (girone A)
- Prima Divisione:

Secondo posto: 1931-1932 (girone C)
- Serie C2:

Vittoria play-off: 1994-1995 (girone A)
- Campionato Interregionale:

Secondo posto: 1958-1959 (girone B)
- Promozione:

Secondo posto: 1975-1976 (girone A)
Terzo posto: 1977-1978 (girone A)

## Statistiche e record

### Partecipazione ai campionati
Campionati su base nazionale e interregionale
| Livello | Categoria                           | Partecipazioni | Debutto   | Ultima stagione | Totale |
| ------- | ----------------------------------- | -------------- | --------- | --------------- | ------ |
| 2º      | Seconda Divisione                   | 2              | 1922-1923 | 1923-1924       | 2      |
| 3º      | Seconda Divisione                   | 1              | 1927-1928 | 1927-1928       | 22     |
| 3º      | Prima Divisione                     | 7              | 1928-1929 | 1934-1935       | 22     |
| 3º      | Serie C                             | 10             | 1945-1946 | 1963-1964       | 22     |
| 3º      | Serie C1                            | 4              | 1995-1996 | 1998-1999       | 22     |
| 4º      | Promozione                          | 2              | 1948-1949 | 1949-1950       | 16     |
| 4º      | IV Serie                            | 5              | 1952-1953 | 1956-1957       | 16     |
| 4º      | Campionato Interregionale           | 1              | 1958-1959 | 1958-1959       | 16     |
| 4º      | Serie D                             | 5              | 1959-1960 | 1967-1968       | 16     |
| 4º      | Serie C2                            | 3              | 1990-1991 | 1999-2000       | 16     |
| 5º      | Campionato Interregionale - 2° Cat. | 1              | 1957-1958 | 1957-1958       | 13     |
| 5º      | Serie D                             | 2              | 1979-1980 | 1980-1981       | 13     |
| 5º      | Campionato Interregionale           | 8              | 1981-1982 | 1991-1992       | 13     |
| 5º      | Campionato Nazionale Dilettanti     | 2              | 1992-1993 | 1993-1994       | 13     |

Campionati su base regionale
| Livello | Categoria         | Partecipazioni | Debutto   | Ultima stagione | Totale |
| ------- | ----------------- | -------------- | --------- | --------------- | ------ |
| I       | Prima Categoria   | 3              | 1919-1920 | 1921-1922       | 28     |
| I       | Terza Divisione   | 3              | 1924-1925 | 1926-1927       | 28     |
| I       | Prima Divisione   | 1              | 1941-1942 | 1941-1942       | 28     |
| I       | Promozione        | 13             | 1968-1969 | 1985-1985       | 28     |
| I       | Eccellenza        | 8              | 2005-2006 | 2017-2018       | 28     |
| II      | Promozione        | 4              | 1914-1915 | 2018-2019       | 5      |
| II      | Seconda Divisione | 1              | 1940-1941 | 1940-1941       | 5      |
| III     | Terza Categoria   | 3              | 1912-1913 | 1915-1916       | 4      |
| III     | Prima Categoria   | 1              | 2019-2020 | 2019-2020       | 4      |
| IV      | Seconda Categoria | 1              | 2001-2002 | 2001-2002       | 1      |
| V       | Terza Categoria   | 1              | 2000-2001 | 2000-2001       | 1      |

Annotazioni
1. ↑  Organizzata dalla Lega Nord.
2. ↑  Organizzata dal Direttorio Divisioni Inferiori Nord.
3. ↑  Organizzata dal Direttorio Divisioni Superiori.
4. ↑  All'epoca massimo livello del campionato italiano di calcio.
5. ↑  I campionati 1924-1925 e 1925-1926 erano all'epoca il terzo livello del campionato italiano di calcio, mentre il campionato 1926-1927 il quarto.
6. ↑  All'epoca quarto livello del campionato italiano di calcio.
7. ↑  All'epoca quarto livello del campionato italiano di calcio.
8. ↑  Dal 2005 al 2010 sesto livello del campionato italiano di calcio, dal 2015 quinto livello
9. ↑  Il campionato 1913-1914 era all'epoca il secondo livello del campionato italiano di calcio, mentre i campionati 2003-2004 e 2004-2005 il settimo.
10. ↑  All'epoca quinto livello del campionato italiano di calcio.
11. ↑  All'epoca terzo livello del campionato italiano di calcio.
12. ↑  Allora nono livello del campionato italiano di calcio.
13. ↑  Allora decimo livello del campionato italiano di calcio.

## Tifoseria

### Storia

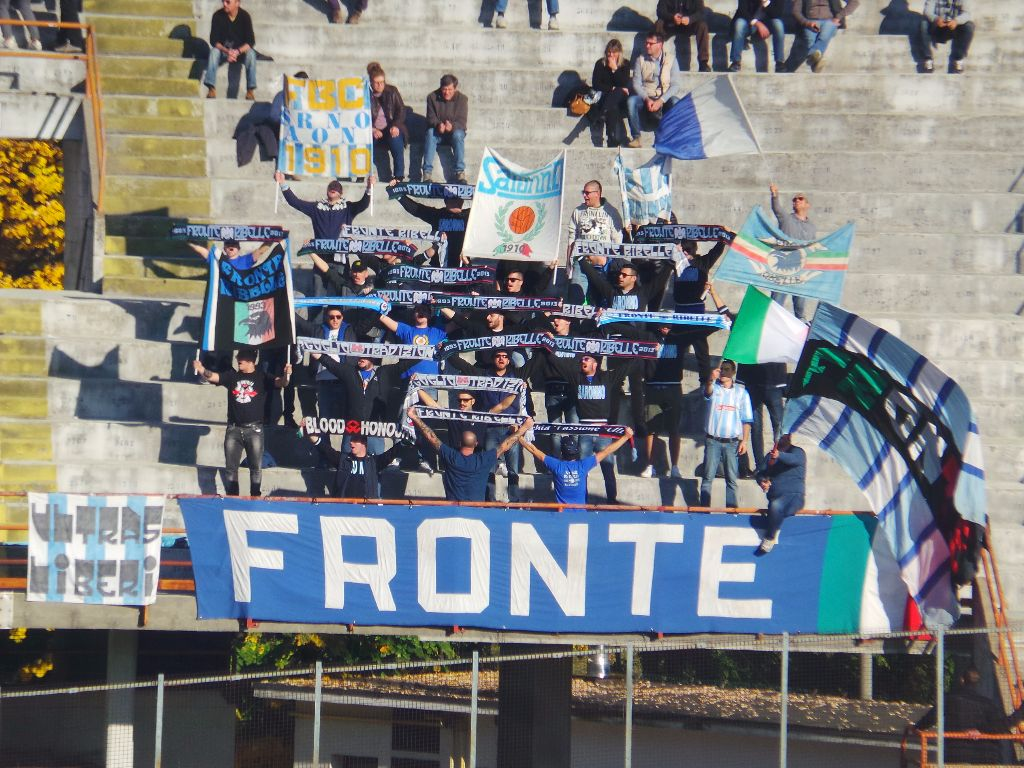
Ultras saronnesi allo Stadio Franco Ossola di Varese in occasione di una partita esterna del FBC.

Il movimento ultras a Saronno ebbe origine con la nascita degli Ultras Saronno nel 1981. Sette anni più tardi, nel 1988, si costituirono i Boys. Nel 1993 vecchi e nuovi ultras dei due gruppi, a causa di difficoltà interne alle varie associazioni, decisero di unirsi nel Fronte Ribelle Saronno (abbreviato FRS 93), che a tutto il Terzo millennio rappresenta l'unico gruppo di tifoseria organizzata stabilmente al seguito del Saronno. Con la nascita del Fronte Ribelle, coincisa con un abbassamento dell'età media degli associati, cominciarono ad essere organizzate le prime trasferte in autobus e treno.
Anche durante il periodo di inattività del club, protrattosi dal 2010 al 2015, il Fronte Ribelle non si sciolse e continuò ad impegnarsi in attività extracalcistiche, sovente di ispirazione sociale, oltre a fare pressione per la rifondazione del F.B.C. Nel settembre del 2013 il gruppo festeggiò il ventennale della propria fondazione sfilando per le vie del centro della città, allo scopo di rimarcare la vitalità del movimento ultras a dispetto dell'assenza di una squadra rappresentativa. Nel 2015 il gruppo appoggiò e sostenne fin dal primo momento la rifondazione del sodalizio biancoceleste
Dal punto di vista politico, il gruppo Fronte Ribelle professa posizioni affini alla destra sociale.
Altri gruppi che nel corso degli anni hanno affiancato il Fronte Ribelle sono stati il Gruppo Raus e la Sezione Solaro, entrambi disciolti.

### Gemellaggi e rivalità
La tifoseria del Saronno è gemellata con quella del Varese, principale squadra di calcio del capoluogo provinciale, tramite la quale s'intrattiene un buon rapporto anche con gli ultras dell'Inter. Molto stretto è altresì il legame con gli inglesi dello Sheffield Weds, con cui nel 2008 venne celebrato un gemellaggio ufficiale: le origini di tale relazione risalgono al 1910, allorché Gaetano Gianetti, primo presidente del Saronno, acquistò proprio a Sheffield i primi materiali da gioco (maglie, scarpe e palloni) per il club. Inoltre, secondo alcune fonti, i colori biancocelesti propri del FBC furono mutuati proprio dalle analoghe tinte sociali del Wednesday.
Al di fuori dei confini nazionali, i supporters saronnesi intrattengono buoni rapporti anche con i sostenitori svizzeri del Bellinzona e (per tramite del Varese) con gli spagnoli Ultra Yomus del Valencia.
Un acceso rapporto di rivalità intercorre invece con i sostenitori del Legnano: in diverse occasioni tra gli anni 1990 e l'inizio del Terzo millennio le opposte tifoserie ingaggiarono violente schermaglie nei giorni delle partite. Altrettanto accesa è la rivalità con i sostenitori del Como, principali oppositori anche della tifoseria gemellata del Varese; rapporti negativi intercorrono infine con i sostenitori di Pavia, Pro Patria, Alessandria, Carrarese, Lecco, Monza, Pistoiese e Inveruno.